# Chirurgische Knoten
Chirurgische Knoten sind Knoten, die in der Chirurgie zum Einsatz kommen. Häufig dienen sie dem Fixieren von Nähten und Abbinden bei Ligaturen.

## Geschichte
Bereits im 1. Jahrhundert beschrieb der griechische Arzt Heraklas sechzehn Knoten für chirurgische und orthopädische Zwecke. Sieben dieser Knoten sind immer noch im medizinischen Gebrauch und vier wurden vor kurzem wiederentdeckt.
Probanden einer Studie des Raumfahrtprogramms aus dem Jahr 2006 hatten die Aufgabe, chirurgische Knoten zu knüpfen, um die Auswirkung geringer Schwerkraft auf die Feinmotorik zu eruieren.

## Knüpfen
Zum Knüpfen von Knoten bei Operationen verwenden Chirurgen spezielle Techniken, die sich häufig von Knüpfvarianten der restlichen Knotenkunde unterscheiden.

### Einhandknoten
Bei der Einhandknotentechnik führt eine Hand die Knüpfbewegung aus, während die andere Hand den Faden unter Spannung hält. Die ruhende Hand heißt Zughand; sie hält das Zugende. Die aktive Hand heißt Knüpfhand; sie hält das Knüpfende. Die leicht zu erlernende Technik erfordert wenig Raum und kann somit in der Tiefe durchgeführt werden. Um einen sicheren Knoten zu knüpfen, sind jedoch mehr Schritte nötig.
Rechtshänder knüpfen häufig mit der linken Hand, damit die dominante Hand den Nadelhalter nicht ablegen muss.
Um einen halben Schlag zu legen, stehen dem Operateur die grundlegenden Techniken Mittelfinger- und Zeigefingerknoten zur Verfügung. Mit der rechten Hand als Knüpfhand erhält er mit dem Mittelfingerknoten einen linksgängigen und mit dem Zeigefingerknoten einen rechtsgängigen Schlag. Um einen sicheren Knoten zu erhalten, muss man mindestens zweimal gleichgängig und einmal gegengängig schlagen. Der halbe Schlag kann in einen halben Knoten gekippt werden.

#### Mittelfingerknoten
Der Chirurg hält den Faden zwischen Daumen und Zeigefinger. Mit einer nickenden Drehung der Knüpfhand legt er den Knüpffaden um Mittel- bis kleinen Finger. Dann greift der Mittelfinger den Zugfaden und zieht ihn unter den Knüpffaden. Mit einer Streckung des Mittelfingers klemmt er das Knüpfende zwischen Mittel- und Ringfinger und zieht es durch das entstandene Auge.

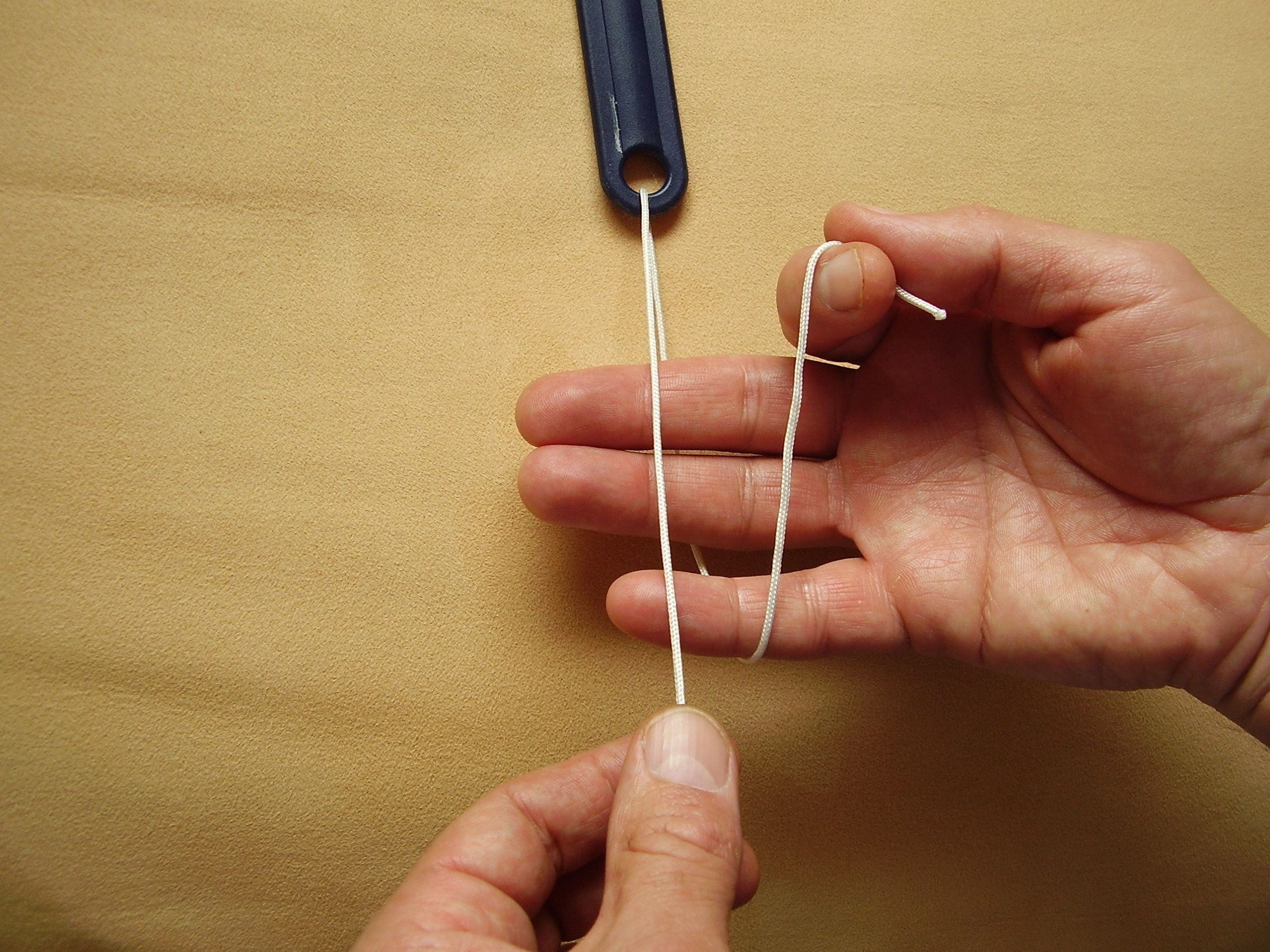
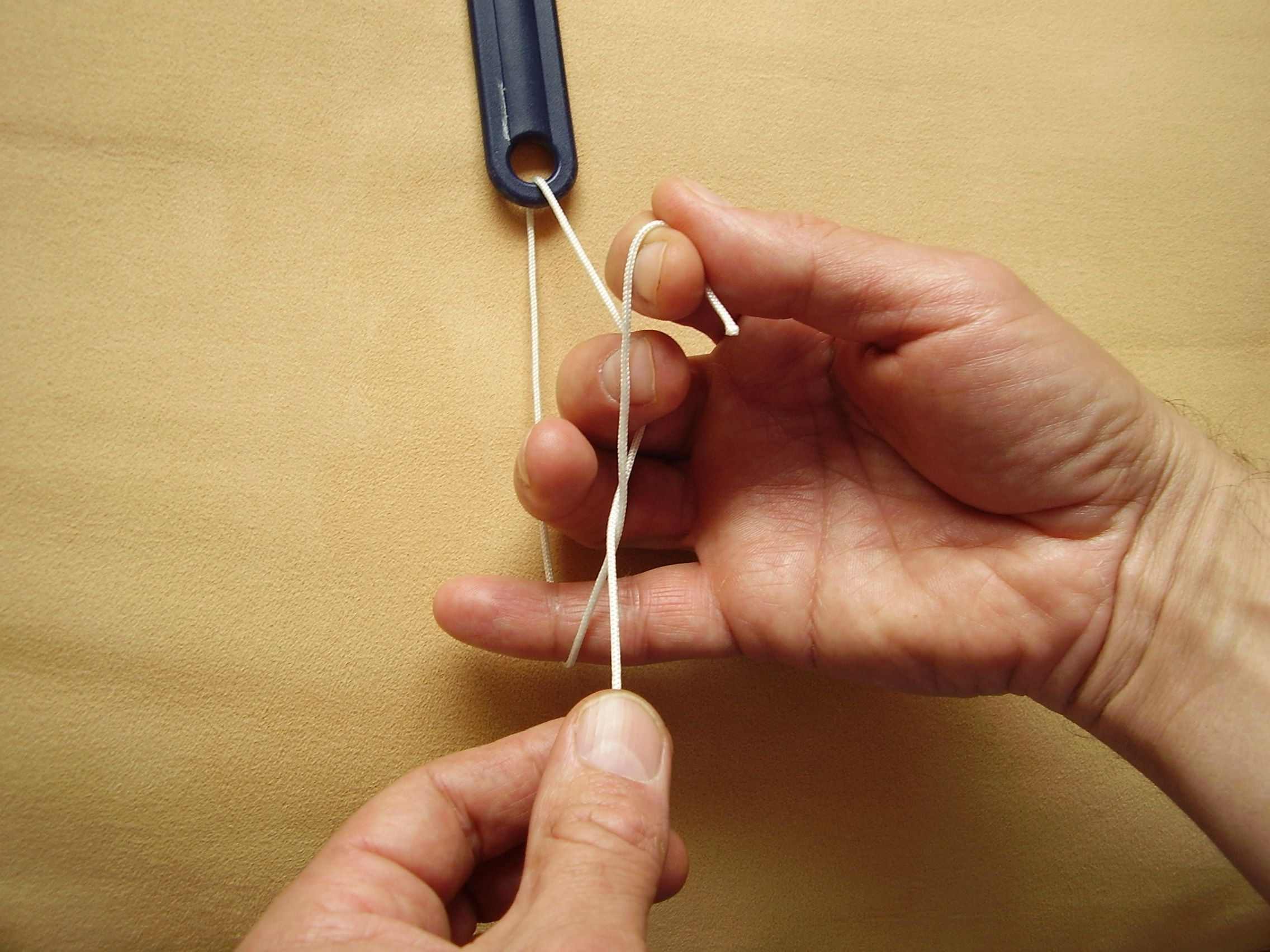
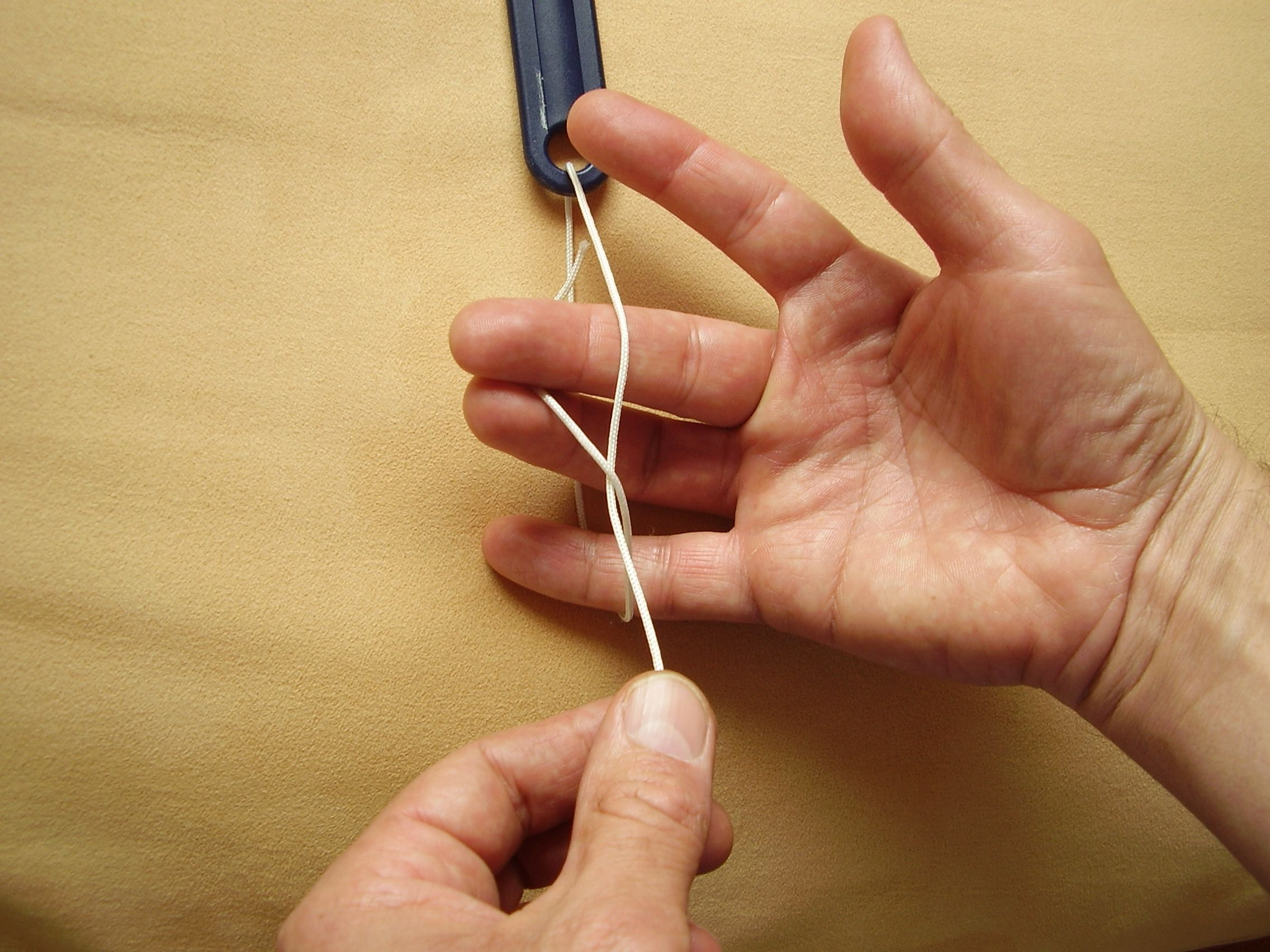
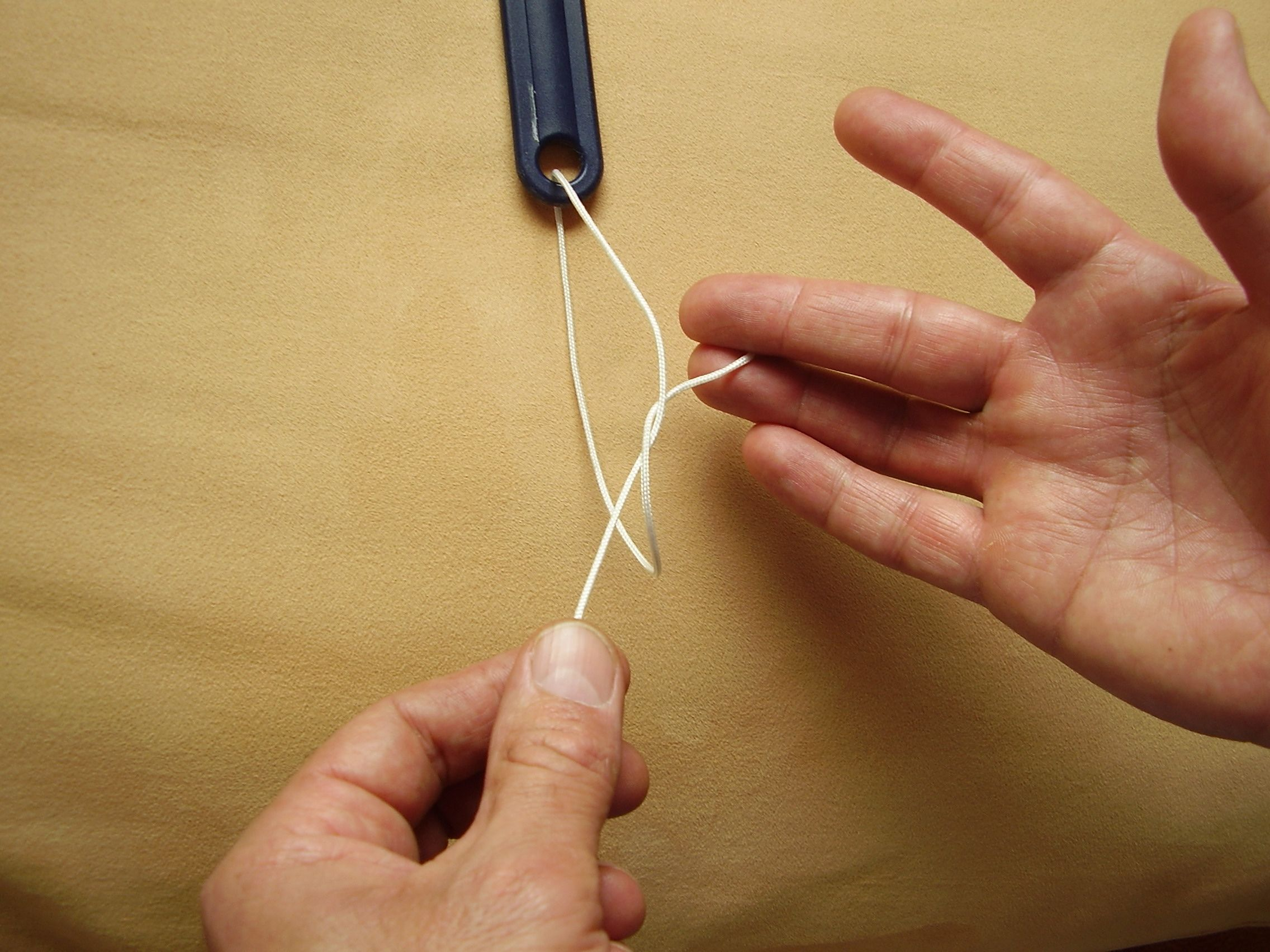

#### Zeigefingerknoten
Der Chirurg hält den Faden zwischen Daumen und Mittelfinger während der Zeigefinger leicht abgespreizt ist. Mit einer rollenden Drehung der Knüpfhand legt er den Knüpffaden über den Zugfaden. Der Zeigefinger zieht den Zugfaden um den Knüpffaden. Während Daumen und Ringfinger den Faden fixieren, greift der Mittelfinger um. Dann ziehen Zeige- und Mittelfinger den Faden durch das Auge.

### Zweihandknoten
Bei der Zweihandknotentechnik führen beide Hände Bewegungen zum Knüpfen aus. Zwar ist die Technik schwieriger, ermöglicht dafür komplexere Knoten mit weniger Bewegungen. Während des Knüpfen steht jedoch keine Spannung am Faden.
Mit der Technik können alle Knoten geknüpft werden. Zum Beispiel wird der Kreuzknoten in der Einhandtechnik mit einem Mittelfingerknoten begonnen, dieser gekippt und mit einem Zeigefingerknoten abgeschlossen. Der Chirurgenknoten wird dagegen als Zweihandknoten geknüpft, indem eine Hand einen Mittelfinger- und die andere gleichzeitig einen Zeigefingerknoten. Anschließend wird der Knoten mit einem weiteren Einhandknoten abgeschlossen. Beim Aberdeenknoten werden mit beiden Händen mehrere Schlaufen gebildet.

## Knoten
Zu den Grundfertigkeiten gehört das Knüpfen des Kreuzknotens und des Chirurgenknotens.
In der minimalinvasiven Chirurgie kommen vor allem Gleitknoten zum Einsatz. Diese können am Fadenende gelegt und zur Nahtstelle hingeschoben werden. So ist es möglich sie extrakorporal (außerhalb des Körpers) zu knüpfen. Die wichtigsten Vertreter sind der Röder-, Melzer-Bueß-, Weston- und der neuere Von-Leffern-Knoten. Lieferanten von medizinischem Material bieten diese Knoten auch vorgefertigt mit Knotenschiebern an.